# Aral

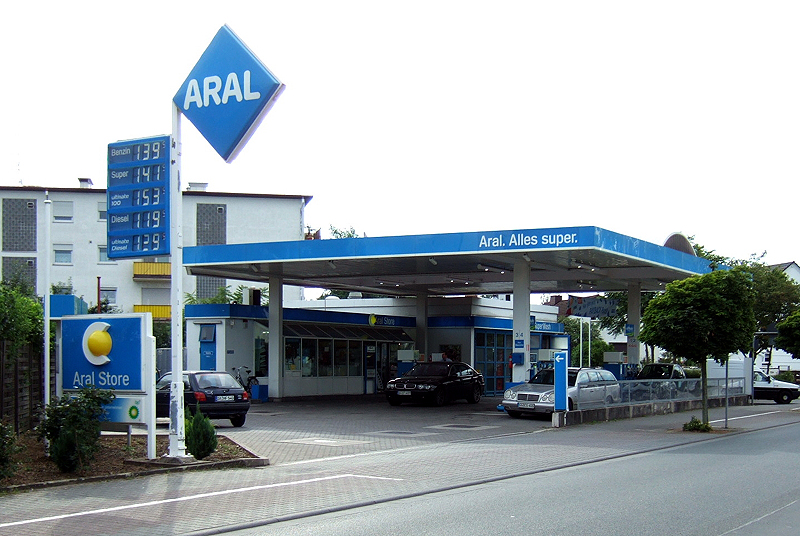
Aral-Tankstelle

Die Aral AG ist ein deutsches Mineralölunternehmen des britischen BP-Konzerns.

## Geschichte
Im Jahr 1881 entstand in Bulmke-Hüllen (heute Gelsenkirchen) eine Kokerei, die dem Nebenprodukt Rohgas Aufmerksamkeit widmete. Statt es als Abfall zu betrachten, verarbeitete man es unter anderem zu Benzol. Am 28. November 1898 gründeten 13 Bergbauunternehmen daraus die Westdeutsche Benzol-Verkaufsvereinigung in Bochum. Geschäftszweck war der Verkauf von Benzol. 1906 schloss sich der Verband mit der Ostdeutschen Benzol-Verkaufsvereinigung zur Deutschen Benzolvereinigung zusammen. Diese erhielt ein Logo aus gekreuztem Schlägel und Eisen als Bergbauzeichen in Verbindung mit den Buchstaben DBV.
Nach verschiedenen Umstrukturierungen wurde 1918 der Benzol-Verband als GmbH (kurz BV oder B.-V.) gegründet. Der Benzol-Verband belieferte zu dieser Zeit hauptsächlich Farbenfabriken mit Benzol.
Um sich weitere Vertriebswege zu erschließen, entwickelte der Benzol-Verband 1924 ein Benzin-Benzol-Gemisch mit einem Mischungsverhältnis „von sechs Teilen Benzin und vier Teilen Benzol“ als Ottokraftstoff, dem der dort angestellte Chemiker Walter Ostwald, Sohn des Nobelpreisträgers Wilhelm Ostwald, im Rahmen eines Preisausschreibens einen Namen gab: Da Benzol zur chemischen Gruppe der ARomaten und Benzin zu den ALiphaten gehört, nannte Ostwald den neuen Kraftstoff BV-Aral. Durch die kontinuierlich wachsende Zahl der Kraftfahrzeuge in den 1920er Jahren wurde der Benzol-Verband zu einer der großen Kraftstoffvertriebsorganisationen in Deutschland, der größten ohne ausländische Beteiligung.
Neben der Aufnahme von Schmierstoffen in das Sortiment wurden ab 1930 aus Markenschutzgründen die Kraftstoffe Aral und das Benzin Deron in der Unternehmensfarbe blau eingefärbt. Nach Einführung der Zwangs-Spiritus-Beimischung Anfang der 1930er Jahre warb der Benzol-Verband mit seinem „Deutschen Kraftstoff“. Darauf war die Antwort der DAPG auf einem Flugblatt: „Deutsche Kraftstoffe? … Aral enthält: 45 % deutsches Benzol und deutschen Spiritus sowie 55 % Benzin ausländischer Herkunft. Esso enthält: 45 % deutsches Benzol und deutschen Spiritus sowie 55 % Benzin ausländischer Herkunft. Welcher Betriebsstoff ist nun nationaler?“

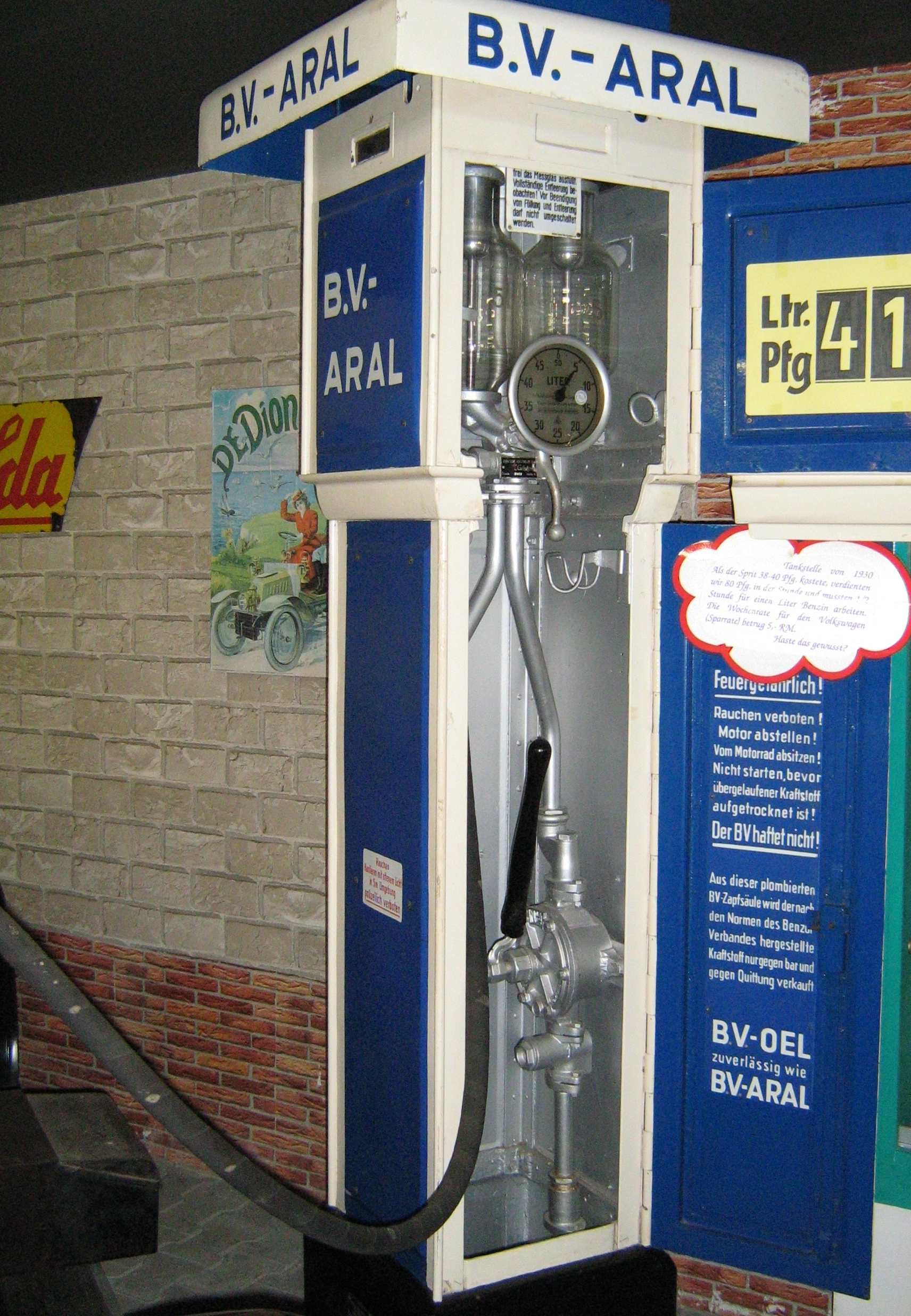
Aral-Zapfstelle von 1930

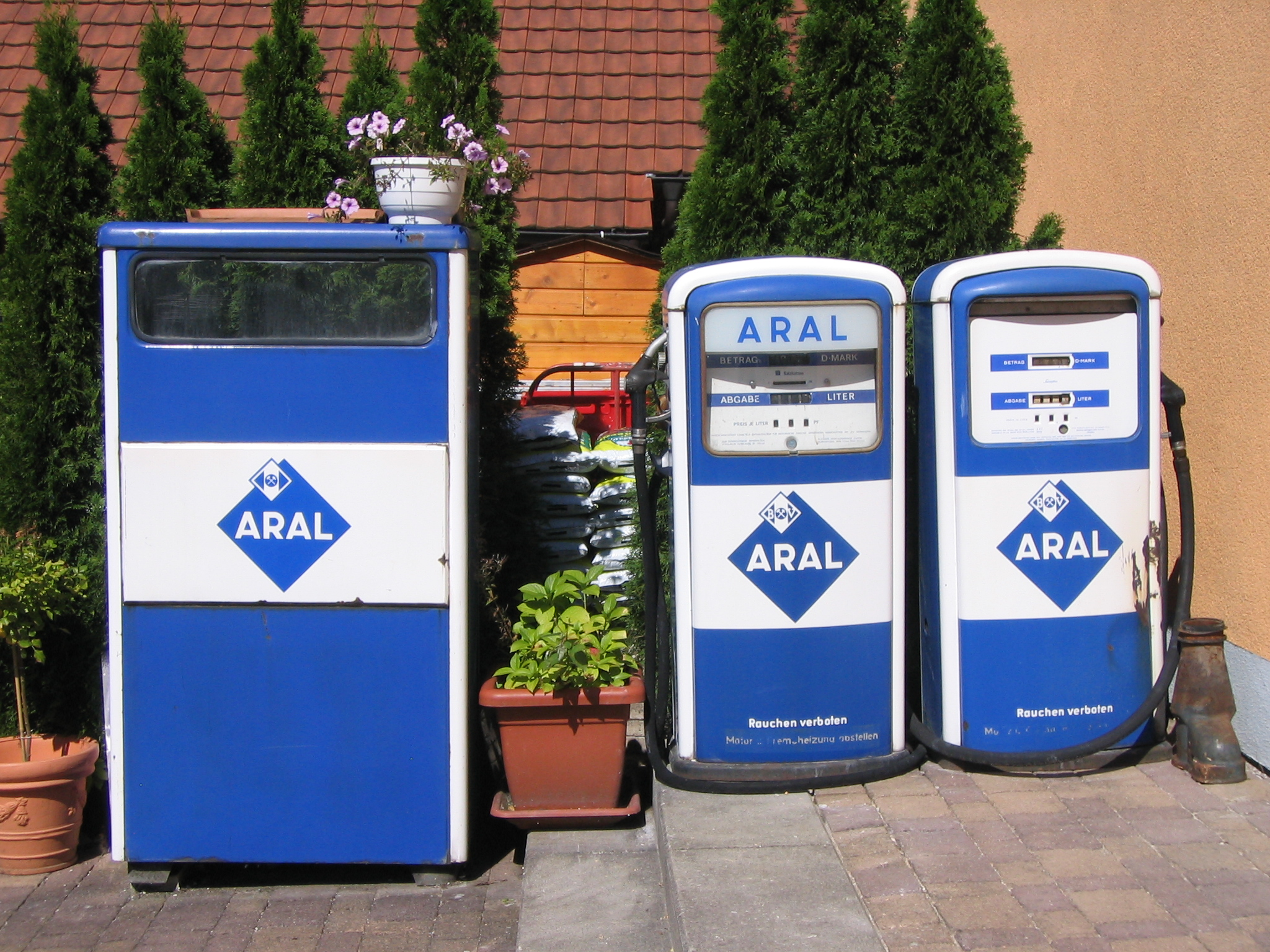
Überreste einer Tankstelle in Buchenbach 2007

1935 war der Benzol-Verband in Deutschland die größte Mineralölvertriebsgesellschaft der sogenannten Großen Fünf mit einer Absatzquote von 26,2 Prozent und auf Platz drei mit 7740 Zapfstellen (13,8 Prozent). Der Benzol-Verband übernahm im selben Jahr die Zapfstellen der DEROP (Deutsche Vertriebsgesellschaft für Russische Oel-Produkte A.-G.), die ihn vorher schon mit russischem Erdölbenzin beliefert hatte. Dieser verblieb das Händlergeschäft. Ab 1936 vertrieb der Benzol-Verband Leuna-Benzin sowie synthetisches Benzin auf Steinkohle-Basis aus dem Hydrierwerk Gelsenkirchen-Scholven (heute BP Gelsenkirchen) unter dem Namen Bevaulin, später unter Aralin. Daneben hatte der Benzol-Verband ein Monopol auf den Verkauf von Benzol.
In den Jahren des Zweiten Weltkriegs erfolgte die staatliche Zentralisierung des Kraftstoffvertriebs im Rahmen der nationalsozialistischen Kriegswirtschaft aufgrund der festgesetzten Quoten. Statt Markenbenzin wurden nur noch Einheitskraftstoffe vertrieben. Die Tankstellen wurden über das Zentralbüro für Mineralöl geführt. Nach seiner Autokarte von 1939 war das Verbreitungsgebiet des Benzolverbands das gesamte Deutsche Reich sowie das Reichsprotektorat Böhmen und Mähren.

### Nachkriegszeit
Mit Ende des Zweiten Weltkriegs ging 1945 der Benzol-Verband im sowjetisch besetzten Österreich als Deutsches Eigentum an die Sowjetische Mineralölverwaltung (SMV) und von dort 1955/1956 an die Österreichische Mineralölverwaltung (heute OMV AG) über.
In der Trizone plante 1947/1948 der Benzol-Verband, durch Steigerung des Benzolanteils einen hochwertigeren Treibstoff (Bibo-Gemisch) als die Wettbewerber mit 80 Oktan auf den Markt zu bringen, was jedoch im Zuge der Zwangsbewirtschaftung verhindert wurde.
Nach der Währungsreform im Juni 1948 begann ein lang anhaltender Aufschwung (Wirtschaftswunder).
1949 nahm der Benzol-Verband die erste elektrisch betriebene Kraftstoff-Zapfsäule in Deutschland in Betrieb. 1951 konnte das Unternehmen, wie auch alle Wettbewerber, mit der Abschaffung der Zwangsbewirtschaftung vom Zentralbüro für Mineralöl den Kraftstoffvertrieb wieder in Eigenregie übernehmen. Die Entflechtung und Neuordnung der deutschen Industrie, speziell der westdeutschen Montanindustrie, führte 1952 zur Umfirmierung des Benzol-Verbandes in eine Aktiengesellschaft namens BV-Aral AG. Erstmals tauchte damit der Produktname „Aral“ im Unternehmensnamen auf. BV-Aral warb in der Folgezeit damit, sein Produkt sei (wegen des Benzolanteils) „bleifrei“.
1956 wurde die Bohrgesellschaft Wintershall Miteigentümer (Aktionär) der BV-Aral AG unter Einbringung ihrer Tankstellenorganisation NITAG und ihrer Anteile an der Gasolin. Gleichzeitig wurde die DEA Aktionär der BV-Aral unter Einbringung ihrer Tankstellen sowie der Anteile an der Gasolin. Im selben Jahr wurde die NITAG mit ihren 650 Tankstellen auf die Gasolin zur Deutsche Gasolin-Nitag AG verschmolzen.
Nach Übernahme von 50 Prozent der Rheinpreußen AG für Bergbau und Chemie im Jahr 1959 schied die DEA 1960 als Aktionär wieder aus. Sie nahm ihre eigene Tankstellenkette mit. Die Anteile an der Gasolin verblieben im BV-Aral, wofür DEA entschädigt wurde. BV-Aral brachte durch weitere Steigerung des Benzolanteils einen noch klopffesteren Kraftstoff mit 100 ROZ unter dem Namen Aral auf den Markt.

### Name Aral

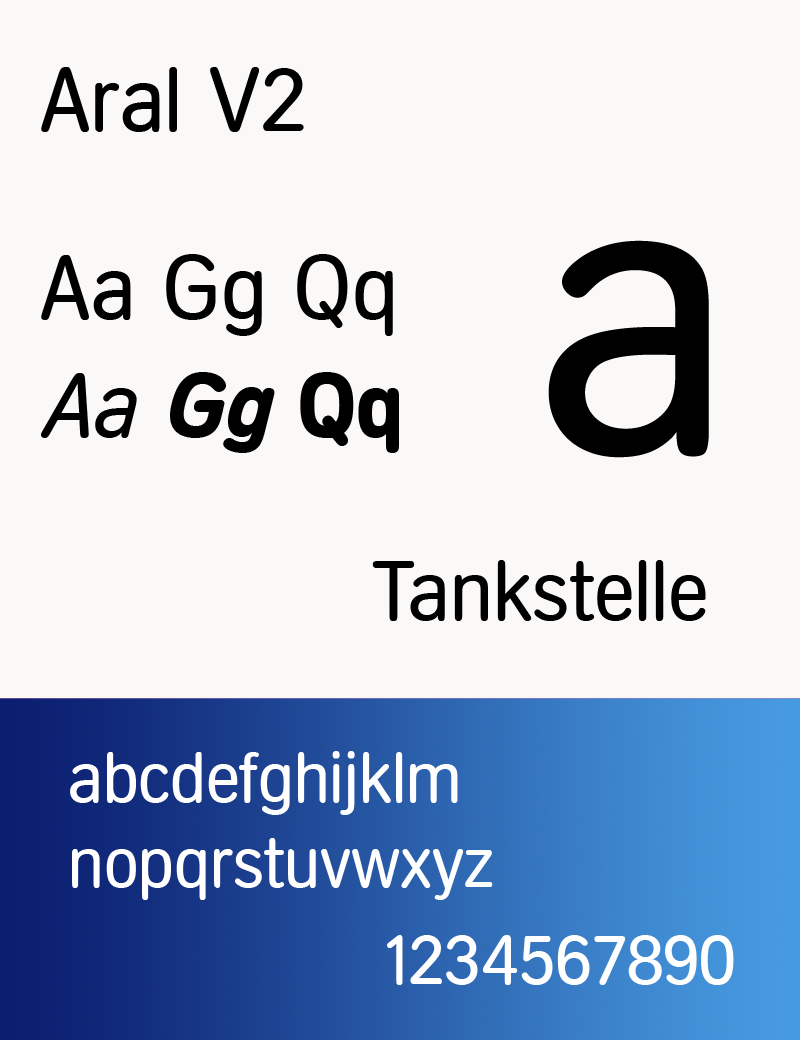
Im Corporate Design verwendete Schriftart Aral V2

1961 beschlossen die 100-Prozent-Mitgliedsunternehmen im BV-Aral-Verband, ihre unterschiedlichen Produkte (Treibstoffe und Schmierstoffe) künftig unter der gemeinsamen Marke „Aral“ zu vermarkten. Dies galt nicht für die nur zu einem 91-Prozent-Anteil im BV-Aral befindliche Gasolin. Damit wurde die Gesellschaft 1962 zu einer reinen Mineralölgesellschaft und in deren Folge in Aral AG umbenannt. Dabei wurde aus dem bisherigen Aralin das Aral Benzin, und Aral wurde in Aral Super umbenannt. Ab 1963 musste Aral Super aus Klopffestigkeitsgründen erstmals verbleit werden.
1964 erwirtschaftete die Aral AG einen Umsatz von 3,4 Milliarden DM. Ab 1967 übernahmen Mobil Oil (heute ExxonMobil), Veba Oel und Gelsenberg jeweils 28 Prozent am Aral-Grundkapital. 15 Prozent hielt weiterhin Wintershall, während den westdeutschen Benzolerzeugern nur noch ein Prozent verblieb.
1969 eröffnete Aral ihre erste Selbstbedienungstankstelle. Zwei Jahre später, 1971, wurde die Gasolin mit der Aral verschmolzen. Die rot-weiße Marke Gasolin wurde aufgegeben und bis 1972 die Tankstellen in das blau-weiße Araldesign umgeändert.
Die während des Nahostkonflikts von der OPEC verursachte Ölpreiskrise veranlasste die Aral 1973, nach Alternativenergien zum Erdöl zu suchen. Trotz neuer Wettbewerber blieb Aral in den 1970er und 1980er Jahren Marktführer in Deutschland.

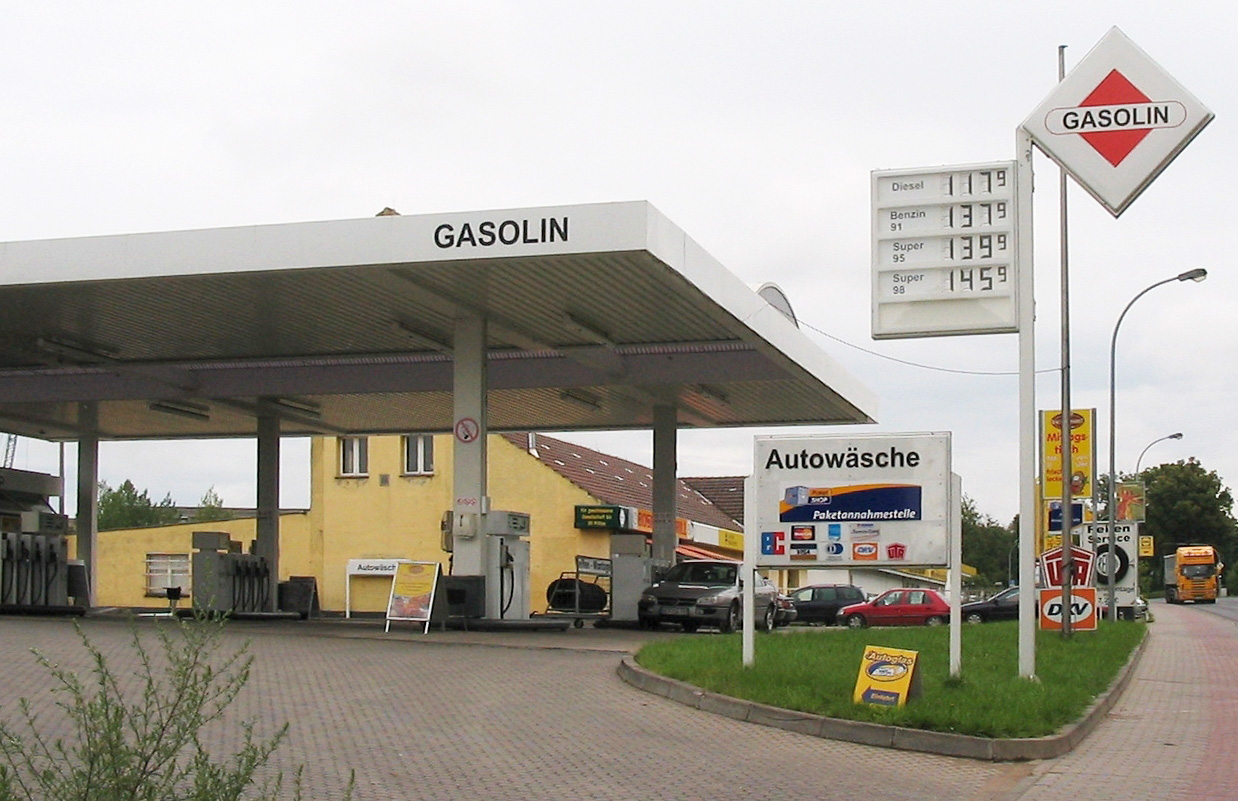
Gasolin-Tankstelle in Pasewalk, 2007 (beachtenswert der weiß gestrichene Aralpylon mit dem aufgeklebten Gasolinzeichen)

1980 wurden in Westdeutschland 5875 Aral-Tankstellen betrieben (Marktanteil 22,7 Prozent), davon 3010 nur mit Selbstbedienung. Mit der Wiedervereinigung eröffnete die Aral AG 1990 die ersten Tankstellen in den neuen Bundesländern und expandierte in die nun für die freie Marktwirtschaft zugänglichen, vorher sozialistischen Staaten des RGW. In der Folgezeit wurden einige Tankstellen in Ostdeutschland von Aral auf die Marke Gasolin umgeflaggt.
1997 wurde die erste Aral Erdgastankstelle und 1999 die erste Wasserstofftankstelle am Flughafen in München eröffnet.
Am 1. Januar 2000 übernahm die VEBA Oel AG – zu diesem Zeitpunkt 56-prozentiger Aktionär der Aral AG – weitere 43 Prozent der Aralanteile von den langjährigen Mitaktionären Mobil Oil (28 Prozent) und Wintershall (15 Prozent). Aral wurde damit zur primären Vertriebsplattform des Veba Oel-Konzerns. Die neue Gesellschaftsbezeichnung lautete Aral Aktiengesellschaft & Co. KG. Damit endete die seit 1967 bestehende Zusammenarbeit der drei Unternehmen.
2002 wurden die Veba Oel und die Aral Aktiengesellschaft & Co. KG nach der Zustimmung des Bundeskartellamtes von E.ON (die u. a. aus Veba entstanden) an die Deutsche BP AG verkauft. Im Jahr darauf entschied sich BP, das Tankstellengeschäft in Deutschland unter der Marke Aral zu führen. Es wurden zirka 650 BP-Stationen auf Aral umgerüstet. Trotzdem blieben sechs BP-Tankstellen, um die Markenrechte zu sichern. Diese Tankstellen befanden sich in Dortmund (inzwischen als Aral-Tankstelle betrieben), München (inzwischen geschlossen), Berlin (inzwischen ebenfalls geschlossen), Frankfurt am Main (inzwischen auf Aral umgeflaggt) und Schwarmstedt (inzwischen ebenfalls auf Aral umgeflaggt). Insgesamt verfügten Aral und BP deutschlandweit über etwa 2500 Tankstellen. Außerhalb von Deutschland und Luxemburg wurden die Aral-Tankstellen ab etwa 2003 weitgehend in BP-Tankstellen umgeflaggt, wie bspw. in Österreich und Polen. Das Tankstellennetz in der Slowakei wurde an OMV verkauft und entsprechend umgeflaggt. In der Tschechischen Republik bestand das Aral-Tankstellennetz bis etwa Ende 2005 fort, bis es von BP wie zuvor die slowakischen Tankstellen an die österreichische OMV veräußert und umgeflaggt wurde.
2004 wurden mit ultimate 100 als neues Superbenzin mit 100 ROZ (statt Super plus) und mit ultimate Diesel zwei neue Kraftstoffe auf den Markt gebracht. Im selben Jahr wurde in Berlin die erste öffentliche Wasserstoff-Straßentankstelle der Welt eröffnet. 2005 wurde Aral mit seinen ultimate-Marken offizieller Werbe- und Kraftstoffpartner der DTM.

## Marke und Logo
Zur gleichen Zeit der Entwicklung des neuartigen Kraftstoffs durch Walter Ostwald wurde auch das gelb-schwarze Logo in Form eines Diamanten eingeführt. Dieser gilt als das edelste der Kohlenstoffallotrope und korrespondierte daher mit dem Aufgabengebiet des Benzolverbandes.
1927 wurde das Logo unter Beibehaltung des Grundkonzepts und Verwendung der Bochumer Stadtfarben von schwarz-gelb in blau-weiß geändert.
Im Zuge der Umfirmierung des Benzol-Verbandes in die B.V. Aral AG im Jahre 1952 entstand das in seiner Grundform heute noch verwendete Aral-Logo in dunkelblauer Färbung, das bis 1971 noch das alte Logo als kleinen Zusatz an der oberen linken Seite besaß.
1971 veränderte sich nach der Eingliederung der Gasolin das Logo unter Beibehaltung der Grundform zu einem neuen in hellblauer Farbe. Der historische Hinweis auf den Benzolverband wurde gelöscht.
Im Gefolge dieses Zusammenschlusses der Veba Oel AG und der Aral AG zur Aral Aktiengesellschaft & Co. KG im Jahre 2000 wurde ein dunkleres Aral-Blau als Grundton des Logos verwendet.
Seit dem Jahr 2006 präsentiert sich die Marke Aral mit neuem dreidimensionalem Logo.

Logo von 1917
Logo von 1927
Logo von 1952
Logo von 1971
Logo von 2000

## Produkte

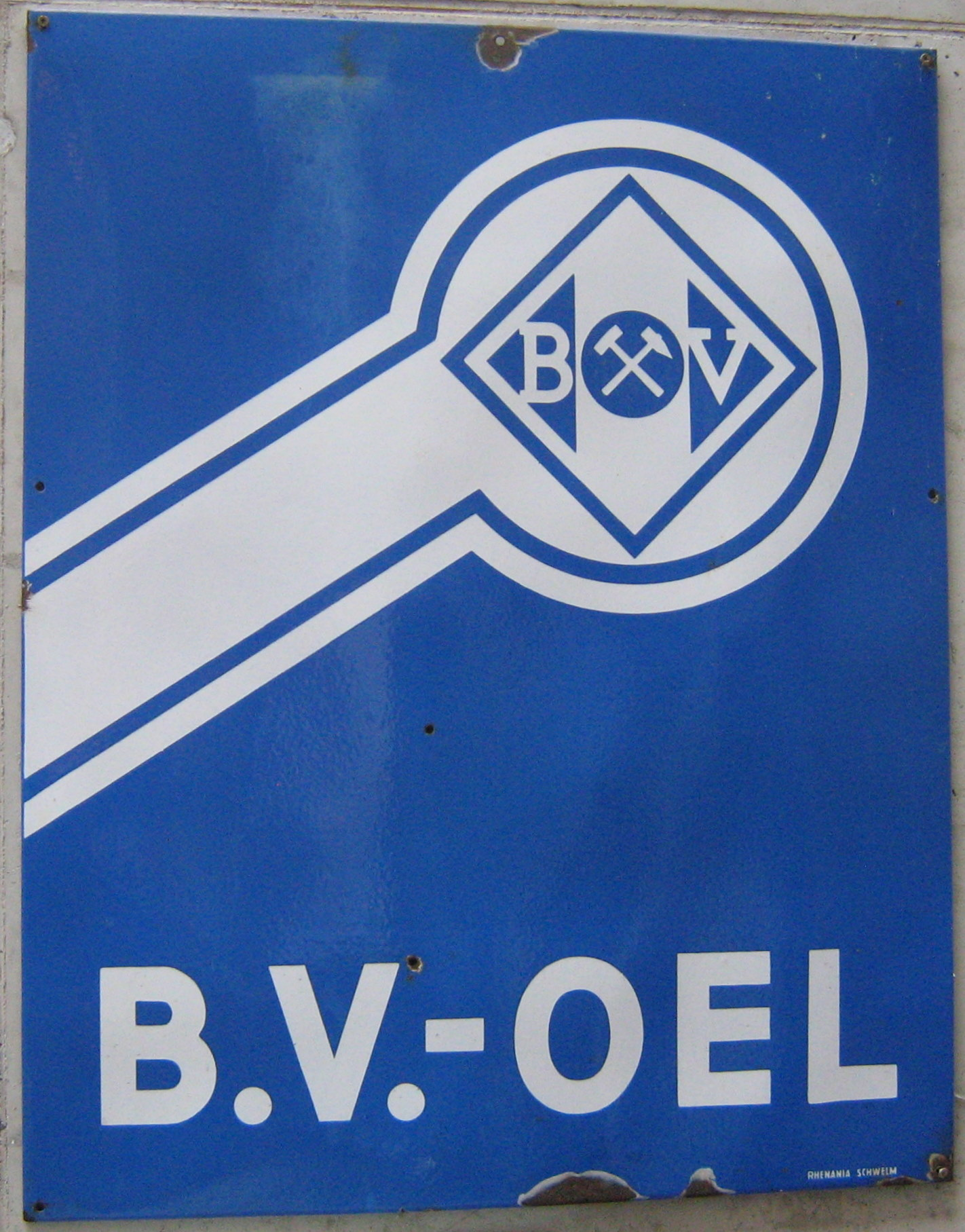
B.V. Oel (ab 1927)

Ebenso wie alle Wettbewerber bietet Aral verschiedene Mineralölprodukte an:
Neben den klassischen Otto- und Dieselkraftstoffen sowie Schmierstoffen finden sich heute Erdgas, die Flüssiggase Propan und Butan, flüssiger und gasförmiger Wasserstoff sowie Heizöl.
In vielen Aral-Tankstellen findet sich des Weiteren ein breiteres Warenangebot, oft auch ein Petit Bistro. Zur Fahrzeugreinigung werden Waschprogramme mit Innen- und Außenreinigung angeboten.
In einer Verbraucherstudie über die Qualität von Angebot und Service in den Shops bundesweit aktiver Tankstellenketten vom Juli 2013, die von der Deutschen Gesellschaft für Verbraucherstudien (DtGV) in Kooperation mit N24 durchgeführt wurde, landete Aral im Gesamtranking nach Q1 und OIL! auf dem dritten Platz.

## Schnellladestationen Aral Pulse

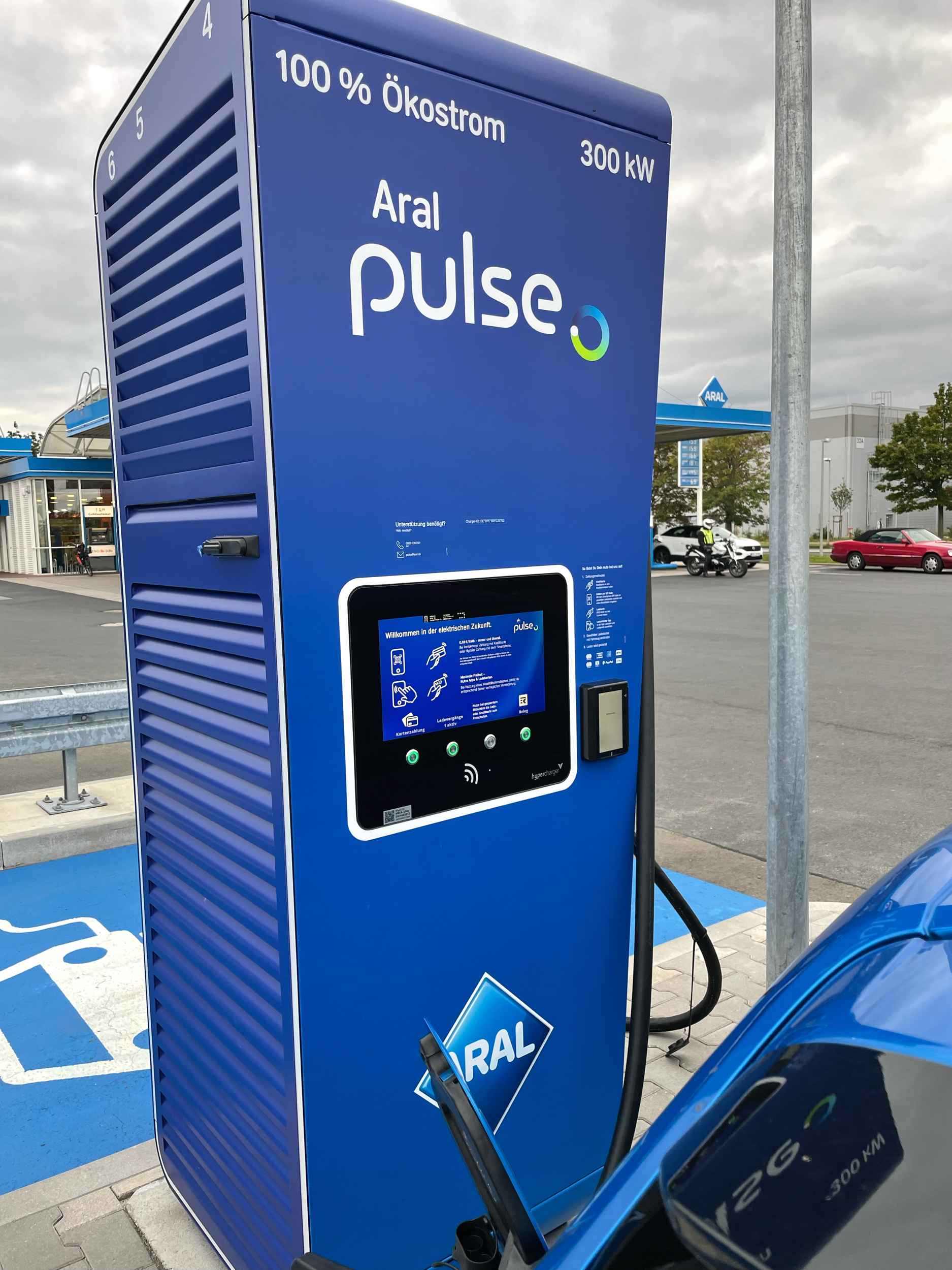
Aral-Pulse-Ladesäule

Mit Aral Pulse führte das Unternehmen 2021 eine eigene Marke für Schnellladestationen ein, die neben dem klassischen Geschäft mit Benzin und Diesel angeboten werden soll. Das Unternehmen plante bis Ende 2021 mehr als 120 Aral-Tankstellen in Deutschland mit Schnellladepunkten mit je 300 kW auszustatten. Laut dem Ladestation-Verzeichnis www.goingelectric.de hatte Aral 1433 Ladepunkte verteilt auf 216 Standorte (Stand Januar 2023). Die Ladestationen sind entlang großer Fernverkehrsstraßen wie Autobahnen oder gut ausgebauter Bundesstraßen errichtet. Im September 2023 hatte Aral deutschlandweit ein Netz von mehr als 1700 Ladepunkten mit mindestens 150 kW Ladeleistung.